# Străminoasa
Străminoasa – wieś w Rumunii, w okręgu Bacău, w gminie Plopana. W 2011 roku liczyła 461 mieszkańców.